# Головачёв, Валентин Цуньлиевич
Головачёв Валентин Цуньлиевич (род. 1962, Пекин, КНР) — российский китаевед: историк, переводчик, журналист. Доктор исторических наук (2023, РГГУ). Кандидат исторических наук (1992, ИСАА МГУ). Специалист по этнической истории и политике. Автор 170 научных публикаций, в том числе статей, переводов и нескольких монографий по истории, источниковедению и историографии Китая и сопредельных стран, истории российско-китайских отношений, этнической истории Тайваня, истории российского китаеведения и востоковедения. Куратор российской части международного проекта «Китаеведение — устная история» (с 2008). Один из авторов энциклопедии «Духовная культура Китая» и десятитомника «История Китая с древнейших времен до начала XXI в.» (Т. V. Династии Юань и Мин). Специалист по синхронному переводу (кит. яз., с 1996). Сын китаеведа Лидии Ивановны Головачёвой (1937—2011).

## Биография
Выпускник Восточного факультета ДВГУ (1984) по специальности востоковед-историк, переводчик китайского языка. Ассистент кафедры Всеобщей истории Исторического факультета ДВГУ (1984—1987), преподаватель истории стран Азии и Африки. Аспирант (1987—1991). Сотрудник русской службы радиостанции «Международное радио Тайваня» (1996—2004). Научный сотрудник (2004—2010) ИСАА при МГУ. Научный сотрудник (с 2004), завсектором новой и новейшей истории отдела Китая, руководитель межотдельского Центра тайваньских исследований (2012—2020), заместитель директора по науке (с 2020) Института востоковедения РАН.
В 1992 году защитил диссертацию на соискание учёной степени кандидата исторических наук по теме «Этнические процессы и этническая политика в государстве Северное Вэй (IV—VI вв.)»
В июне 2023 года защитил в диссовете РГГУ диссертацию на соискание степени доктора исторических наук по теме «Этнополитическая история Тайваня в отечественной и зарубежной историографии. XVII—XXI вв.»
Зарубежный почётный член правления Китайской Ассоциации по изучению истории Вэй, Цзинь, Южных и Северных династий Китая (中国魏晋南北朝史学会海外名誉理事).
Член правления Международной конфуцианской ассоциации (国际儒学联合会) 7-го созыва.
Инициатор и координатор российской части международного научно-образовательного проекта «Китаеведение — устная история». Член Союза журналистов России (псевдоним — Валентин Лю). Спортивное увлечение — айкидо (с 1990, 2-й дан)
Период, сферы и темы научных исследований: история Китая и сопредельных стран в средние века, новое и новейшее время. Этническая история Тайваня в новое и новейшее время. Международные отношения, межэтнические связи и взаимодействие в России и Евразии. История российского китаеведения и российско-китайских отношений, история востоковедения.

## Научные труды
Монографии:
- Головачев В. Ц. «Остров имянем Фромоза»: этнополитическая история Тайваня. 17-21 вв. : (отечественная и зарубежная историография). Москва: ИВ РАН, 2024. 486 с. ISBN 978-5-907846-00-5
- Головачёв В. Ц. «Экскурсия на Формозу». Этнографическое путешествие П. И. Ибиса. М.: ИВ РАН, 2019. 276 с. С приложениями и иллюстрациями. ISBN 978-5-7777-0781-9
- Головачёв В. Ц. «Завоевательная династия» Северная Вэй. // В кн. «Кочевые империи Евразии: особенности исторической динамики» / отв. ред. Б. В. Базаров, Н. Н. Крадин. М.: Наука-Вост. лит., 2019. Гл. 9. С. 143—165.
- Головачёв В. Ц. Этнополитическая история Тайваня в мировой историографии (XVII—XXI вв.). / отв. ред. А. Д. Дикарёв. — Москва : Институт востоковедения РАН, МАКС Пресс, 2018. — 320 с. ISBN 978-5-89282-784-3 (Институт востоковедения РАН) ISBN 978-5-317-05799-2 (МАКС Пресс)
- 劉宇衛 (Головачёв В. Ц.), 莫洛賈科夫 (Молодяков В. Э.) 原著. 譯者 陳韻聿. 主編 種淑敏. 日本統治時代的台灣: 俄文史料與研究—臺北市: 中央研究院 臺史所, 民107.10. 174頁 (Головачёв В. Ц., Молодяков В. Э. Тайвань в эпоху японского правления: источники и исследования на русском языке / Перев. на кит. яз.: Чэнь Юнь-юй. отв. ред. Чжун Шу-минь. Тайбэй: Академия Синика, НИИ истории Тайваня. 2018.10. 174 с.
- История Китая с древнейших времен до начала XXI века: в 10 т. Том V. Династии Юань и Мин (1279—1644). М. 2016. Гл.5. Внешнеполитичес-кие и внешние торговые отношения. Разделы: Тунгусо-маньчжурские народы и минский Китай (В. Ц. Головачев, А. Ш. Кадырбаев). С.482-487; Империя Мин и восточные соседи: Япония и Корея, княжество Рюкю (А. А. Бокщанин, В. Ц. Головачев). С. 494—502; «Страна Нургань» и империя Мин (В. Ц. Головачев). С.516-522.
- Головачёв В. Ц., Молодяков В. Э. Тайвань в эпоху японского правления: источники и исследования на русском языке. Аналитический обзор — М.: Институт востоковедения РАН, 2014. 120 с.
- Головачёв В. Ц., Ивлиев А. Л., Певнов А. М., Рыкин П. О. Тырские стелы XV века: Перевод, комментарии, исследование китайских, монгольского и чжурчжэньского текстов. — СПб.: Наука, 2011. 320 с. + 117 рис.
- Лю Валентин. Тайваньское радио спросили: 100 ответов слушателям Международное радио Тайваня. М., 2005. 256 с.

Статьи:
- Головачёв В. Ц. Стела в память Ваньянь Сииня: предварительный анализ текста и материалов по истории чжурчжэней // В сб.: Общество и государство в Китае. XVI н.к. — М.,1985, Т.2, С. 27-31
- Головачёв В. Ц. Почему чжурчжэни вернули китайцам земли Хэнани и Шэньси? // В сб.: Зарубежный Дальний Восток: вопросы истории общественного развития. — Владивосток, 1990. С. 89-100
- Головачёв В. Ц. Об особенностях политической оппозиции в Северном Вэй.// В сб.: Общество и государство в Китае. XXI н.к. — М., 1990. С. 49-54
- Головачёв В. Ц. К проблеме китайско-сяньбийского культурного взаимодействия. (Перевод на русский язык и анализ надписи из пещеры Гасяньтун) // Вестник Московского университета. Сер.13. Востоковедение. — М. 1990, № 1, С.2 4-32
- Головачёв В. Ц. Не настало ли время «заново произвести оценку реформ Сяо Вэнь-ди»? // В сб.: Общество и государство в Китае. XXII н.к. — М.,1991, Т. 1, С. 124—128
- Головачёв В. Ц. Некоторые особенности тобийско-китайских отношений в ранний период Северного Вэй. // В сб.: Общество и государство в Китае. XXIII н.к. — М., 1992, Т.1, С. 193—197
- Головачёв В. Ц. Искусство «умерения инстинктов»: управление этническими меньшинствами в Северном Вэй. // В сб.: Общество и государство в Китае. XXIV н.к. — М., 1993. С. 64-66
- Головачёв В. Ц. Антиреформистский заговор и попытка государственного переворота 496 г. в Северном Вэй. // В сб.: Общество и государство в Китае. XXV н.к. — М., 1994. С. 99-104
- Головачёв В. Ц. Биография Лан Ши-нина (Джузеппе Кастильоне) — придворного художника китайских императоров. // В сб.: Общество и государство в Китае. XXVI н.к. — М.,1995. С. 70-75
- Головачёв В. Ц. Стела с Центрального священного пика, горы Суншань, как исторический источник периода династии Северное Вэй (386—534). // Вестник Московского университета. Сер.13. Востоковедение. — 1996, № 1. С. 3-10
- Головачёв В. Ц. Происхождение Тоба-сяньбийцев по версии династийной истории (Вэй шу).// В сб.: Общество и государство в Китае. — XXVII н.к. — М., 1996. С. 204—207
- Головачёв В. Ц. Джузеппе Кастильоне (Лан Ши-нин) и его картина «Восемь благородных лошадей»: картина автобиография придворного художника. // В сб.: Общество и государство в Китае. XXVIII н.к. — М., 1998. С. 410—415
- Головачёв В. Ц. Использование конфуцианских стереотипов в качестве моральной санкции для установления регентства (два эпизода из жизни двух северовэйских императриц). // В сб.: Общество и государство в Китае. — XXIX н.к. — М., 1999. С. 62-68
- Головачёв В. Ц. Проблемы и трудности тайваньского президента: к первой годовщине со дня вступления Чень Шуй-бяня в должность президента Китайской республики. // В сб.: Тайвань на рубеже веков: новые условия и новые вызовы. — М., 2001, С.116-127
- Головачёв В. Ц. Проблемы престолонаследия в сяньбийском обществе 4 в. // Вестник Московского университета. Сер.13. Востоковедение. — 2002, № 3. С.3-22
- Golovachev, Valentin C. «Matricide among the Tuoba-Xianbei and its Transformation during the Northern Wei.» <Early Medieval China> 8 (2002): 1-41
- Головачёв В. Ц. Формоза — век борьбы с эпидемиями. // В сб. Симпозиум «Профилактика инфекционных болезней — роль международного сообщества». — М.. 2004, С. 36-41, 96-101
- Головачёв В. Ц. Перспективы сотрудничества Тайваня и стран Центральной Азии. // В сб. На пути к созданию механизмов обеспечения мира и стабильности в Тайваньском проливе.- М., 2005, С. 153—166
- Головачёв В. Ц. Самоубийство как родовой обычай и сакральный ритуал в традиционном Китае (На примере средневековых государств северного Китая). // Таврический Журнал Психиатрии (Acta Psychiatrica, Psychologica, Psychotherapeutica et Ethologica Tavrica). — Симферополь, 2006. С. 83-91
- Головачёв В. Ц. Болезнь и смерть китайского императора — опыт трансвременной психодиагностики.// Таврический Журнал Психиатрии (Acta Psychiatrica, Psychologica, Psychotherapeutica et Ethologica Tavrica). — Симферополь, 2006. С. 91-93
- Головачёв В. Ц. Система дуальных предписанных браков у северных кочевых соседей Китая, по данным исторических источников. // Н. к. Ломоносовские чтения. Востоковедение. Тезисы докладов. — М., 2006, С. 18-23
- Головачёв В. Ц. «Государство народного правления Тайвань» — первая республика в Азии. // В сб.: Общество и государство в Китае. — XXXVI н. к. — М., 2006, С. 100—107
- Головачёв В. Ц. Вехи языковой политики на Тайване. // Международная н. к. «Востоковедение и африканистика в университетах Санкт-Петербурга, России, Европы. Актуальные проблемы и перспективы». Тезисы докладов к 150-летию Восточного факультета СПбГУ. — С.-П., 2006, С 92-93
- Головачёв В. Ц. Стела в память Ваньянь Сииня, как эпиграфический источник по истории чжурчжэней (перевод и комментарии) // Вестник Московского университета. Сер.13. Востоковедение. — 2006, № 2, С. 82-99
- Головачёв В. Ц. (Валентин Лю). Язык и до Формозы доведет… // Азия и Африка сегодня. 2006, № 7, С. 25-28
- Головачёв В. Ц. Малый бизнес Тайваня — уроки взлетов и падений. // В сб. «Политическая культура и деловая этика стран Востока».- М., 2006, С. 80-89, 336—338
- Головачёв В. Ц. Система предписанных браков и её влияние на средневековое государство и общественный строй монголов. // В сб. «IX Международный конгресс монголоведов» (Улан-Батор, 8-12 августа 2006 г.). — М., 2006, С. 32-37
- Головачёв В. Ц. Предание об утерянных письменах тайваньских аборигенов и европейское правление на Формозе. // Общество и государство в Китае. XXXVII н. к. — М., 2007, С. 200—204
- Головачёв В. Ц. «Исправление имен» и смена пространственно-временных символов в современной политической культуре Тайваня. // Н. к. Ломоносовские чтения. Востоковедение. Тезисы докладов. — М., 2007, С. 129—134
- Головачёв В. Ц. «Подъем Китая»: значение для глобальной и региональной стабильности (научная жизнь). // Восток (ORIENS). 2007, № 2, С. 142—146
- Головачёв В. Ц. Валентин Лю. Азарт Востока. Власти стран Азии пытаются контролировать индустрию азартных игр. // Азия и Африка сегодня. — М., 2007, № 6, С. 69-71
- Головачёв В. Ц. Этапы и вехи языковой политики Тайваня. // Проблемы Дальнего Востока, 2007, № 5, С. 164—173
- Головачёв В. Ц. Тайвань на заре XXI века — смена символов, ритуалов и предрассудков. // В сб. «Подъем Китая: значение для глобальной и региональной стабильности». — М., 2007, С. 329—351. Републикация: Таврический Журнал Психиатрии (Acta Psychiatrica, Psychologica, Psychotherapeutica et Ethologica avrica). — Симферополь, 2008. Т. 12, 1(42) С. 113—124
- Golovachev Valentin С. The Impact of Prescriptive Marriage System on Medieval Mongol State and Society. // Hierarchy and Power in the History of Civilizations — Ancient and Medieval Cultures. — Moscow, 2008. P. 87-97
- Головачёв В. Ц. Визит гражданского губернатора Формозы в Фучжоу в 1900 г. и доктрина «единодушия» японцев и китайцев. // Общество и государство в Китае. XXXVIII н.к. — М.,2008, С.80-86
- Головачёв В. Ц. Образование и трансформация этнической идентичности на Тайване в период японского правления (1895—1945). // Н. к. Ломоносовские чтения. Востоковедение. Тезисы докладов. — М., 2008, С. 68-70
- Головачёв В. Ц. Россия и Китай: три шага навстречу друг другу (тезисы). // В сб. МИОН: Взаимодействие России и Китая в глобальном и региональном контексте. Политические, экономические и социокультурные измерения. — Владивосток, 2008, С. 286—289
- Головачёв В. Ц. Шэн Юэ (1907—2007): памяти последнего выпускника Университета Трудящихся Китая имени Сунь Ятсена в Москве. // Н. к. Ломоносовские чтения. Востоковедение. Тезисы докладов. — М., 2008, С. 71-73
- Головачёв В. Ц. Шэн Юэ — политик, дипломат, ученый. // Восток (ORIENS). — М., 2008, № 4, С. 217—219
- Головачёв В. Ц. Самоубийство как регулятив социальных отношений в традиционном Китае (На примере средневековых государств на севере Китая). // В сб. МИОН: Этнос и нация в условиях глобализации: опыт и прецеденты в АТР (III Широкогоровские чтения). — Владивосток, 2008, С 252—257
- Головачёв В. Ц. (Валентин Лю). Ма и Медведев: Два президента, одна миссия// Тайваньская панорама — Тайбэй, 2008, № 4:
- Головачёв В. Ц. Cross-Strait relations and the Taiwan Identity problem from the Ukrainian-Russian perspective. // The 25th Taiwan-European Conference on The Role of Europe in the World and the Development in East Asia Institute of International Relations at National Chengchi University, Taipei: 2008, p., printed brochure
- Головачёв В. Ц. Симоносекский договор и борьба Китая против уступки Тайваня (1894—1895). // Восток. — М., 2008, № 5 ,С. 20-30
- Головачёв В. Ц. Образование, как фактор этнической политики в период японского колониального правления на Тайване (1895—1945). // Общество и государство в Китае. XXXIX н.к. — М.,2009, С.212-220
- Головачёв В. Ц. Тырские стелы и храм «Юн Нин» в оценках историков. // В сб. XXV международная конференция «Источниковедение и историография стран Азии и Африки: Востоковедение и африканистика в диалоге цивилизаций». — СПб., 2009, С. 207—208
- Головачёв В. Ц. Университет имени Сянь Ятсена в Москве и китайская революция: судьба книги и автора. // Тихоокеанская Россия и страны АТР в изменяющемся мире. Сб. ст. — Владивосток, 2009. С. 82-89
- Головачёв В. Ц., совместно с Головачёвой Л. И. Перевод с английского, комментарии, предисловие и послесловие к книге: Шэн Юэ. Университет имени Сунь Ятсена в Москве и китайская революция. Воспоминания. — М.: ИВ РАН: Крафт +, 2009, 320 с., ил. — ISBN 978-5-89282-349-4 (ИВ РАН). — ISBN 978-5-93675-156-1 (Крафт +)
- Головачёв В. Ц. Английский язык в Азии. // Азия и Африка сегодня. — М., 2009, № 8, С. 77-79
- Головачёв В. Ц. СССР, Китай и вступление Монголии в ООН. // В сб.: 60 лет КНР. Шестидесятилетие дипломатических отношений СССР/РФ и КНР (1949—2009 годы). Тезисы докладов XVIII м-н. н. к. «Китай, китайская цивилизация и мир. История, современность, перспективы». — М., 21-23 октября 2009 г. — М., 009. Ч. 1., С. 31-34
- Головачёв В. Ц. Рецензия. Духовная культура Китая: Энциклопедия в 5 томах. Т. 1-4. Гл. ред. М. Л. Титаренко, зам. гл. ред. А. И. Кобзев, А. Е. Лукьянов. М.: Вост. Лит-ра, 2006—2009. 728 с.; 870 с.; 856 с.; 936 с. // Восток (ORIENS), 2010, № 1, С. 189—192
- Головачёв В. Ц. Матрисуицид у сяньбийцев: древний обычай или «изобретенная традиция»? // Общество и государство в Китае. XL н. к. — М., 2010, С. 59-70
- Головачёв В. Ц. Кризис глобальной идентичности и духовная деколонизация Тайваня. // Азия и Африка сегодня. 2010, № 1, С. 38-40
- Головачёв В. Ц. Восточные мотивы, предания и обычаи в сказках А. С. Пушкина. // Н. к. Ломоносовские чтения. Востоковедение. Тезисы докладов. — М., 2010, С. 93-94
- Головачёв В. Ц. Женитьба царя, подмена наследника и «смерть» царевны: восточные мотивы, предания и обычаи в сказках А. С. Пушкина. // 4-я Международная научная конференция «Проблемы литератур Дальнего Востока». 29.06. 2010 — 02.07. 2010. — СПб., 2010, Т. 3, С. 17-27
- Головачёв В. Ц. Кастильоне. // Духовная культура Китая. Энциклопедия. — М., 2010, Т. 6, С. 597—598
- Головачёв В. Ц. Гэцзай си. // Духовная культура Китая. Энциклопедия. — М., 2010, Т. 6, С. 568
- Головачёв В. Ц. Политика покорения аборигенов в ранний период голландской колонизации Тайваня (1624—1636). // Восток (ORIENS) — М., 2010, № 5, С. 24-34
- Головачёв В. Ц. Значение Тырских стел и храма «Юннин» в оценках мировой историографии. // Россия и АТР. — Владивосток, 2010, № 3, С. 123—132
- Головачев В. Ц. Языковая политика в истории Тайваня // 10-я международная Дальневосточная конференция молодых историков: сб. материалов / Науч. ред. В. Л. Ларин — Владивосток: Дальнаука, 2009 (2010), С. 153—158
- Головачёв В. Ц. Этническая история и политика Тайваня в западной историографии. // Общество и государство в Китае. XLI н. к. — М., 2011, С. 276—287
- Головачёв В. Ц. Вклад востоковедов России в изучение этнической истории Тайваня. // Модернизация и Традиции. XXVI Международная научная конференция «Источниковедение и историография стран Азии и Африки». — СПб, 20-22 апреля 2011, С. 159—160
- Головачёв В. Ц. (Валентин Лю). Российско-тайваньские отношения в 1991—2011: ретроспективы и перспективы // Тайваньская панорама — Тайбэй, 2011, № 3-4, Ч. 1-2.
- Головачёв В. Ц. Этнические исследования на Тайване в период с 1945 до конца 1980-х: историографический обзор // В поисках «китайского чуда». Сборник статей, посвященный 80-летию Ю. В. Чудодеева — М., 2011, С. 175—186
- Головачёв В. Ц. «Море счастья, горы долголетия»: к юбилею российского китаеведа // В поисках «китайского чуда». Сборник статей, посвященный 80-летию Ю. В. Чудодеева — М., 2011, С. 5-10
- Головачёв В. Ц. 20 лет российско-тайваньских отношений (1991—2011): история, современность, перспективы // В потоке научного творчества. К 80-летию академика В. С. Мясникова — М., Наука, С. 412—431
- Valentin Golovachev, Sergey Dmitriev. Writing the Oral History of China Studies and the New Era of «Global Sinology»: Russian Perception (English text with Chinese language translation) // Chinese Studies in the International Perspective: Past and Present. Proceedings. CASS Forum (2011. Chinese Studies broad. October 31 — November 1, 2011) — Beijing, P. 65-87
- Головачёв В. Ц. Запись интервью с известным российским китаеведом С. Л. Тихвинским (на китайском языке. Перевод: Му Дань, Ли Цзюньшэн) 俄罗斯著名中国学家齐赫文斯基访谈录// 国外社会科学. Social Sciences Abroad — Пекин, 2010, № 3, С. 139—145
- Головачёв В. Ц. Конфуций, Лаоцзы и «пресинология». Памяти китаеведа Л. И. Головачёвой (1937—2011) // Китаєзнавчі дослідження. Збірка наукових праць. Т.1 — Київ: Інститут сходознавства ім. А. Ю. Кримського НАН України, Українська асоціація китаєзнавців, 2011, С.149-150
- Головачёв В. Ц. Исследования по этнологии Тайваня в трудах японских учёных колониального и послевоенного периода// Япония: ежегодник. 2011 — М., 2011, С. 270—283
- Valentin Golovachev. Regional Identity, preserving the historical memory and overseas diasporas as factors of ethnic policy and security in APR // Этническая политика и невоенные аспекты безопасности. Материалы международного семинара — Владивосток: Издательский дом ДВФУ, 2011, С. 82-86
- Головачёв В. Ц. Этническая история и политика Тайваня в трудах тайваньских учёных (эволюция историографических подходов в 1980—2010 гг.) // Общество и государство в Китае. XLII н.к. — М., 2012, Ч. 2, С. 292—299
- Головачёв В. Ц. «Страна Нургань» и внешняя политика династии Мин в XIV—XV вв. // Общество и государство в Китае. XLII н.к. — М., 2012, Ч. 3, С. 129—152
- Головачёв В. Ц. Этническая история Тайваня в трудах российских путешественников и учёных (конец XVIII — первая треть XX в.) // Этнографическое обозрение. 2012, № 2. С.152-161
- Головачёв В. Ц. Л. И. Головачёва: китаевед-историк, философ, переводчик // Материалы V Международной конференции «Проблемы литератур Дальнего Востока». 27 июня — 1 июля 2012 г. СПбГУ — СПб, Т. 2, С. 207—223
- Головачёв В. Ц. Незавершенная революция: пересмотр идейного наследия Сунь Ят-сена и его эпохи // Восток (ORIENS), 2012, № 3, С. 140—144
- Головачёв В. Ц. Исследования Китая в международной перспективе: прошлое и настоящее // Восток (ORIENS), 2012, № 4, С. 170—174
- Головачёв В. Ц. Изучение этнической истории Тайваня в российском востоковедении XIX—XXI вв. // Восток (ORIENS), 2012, № 6, С. 162—170
- Головачёв В. Ц., Аринчева Д. А. Столетие Синьхайской революции и Китайской республики: обзор юбилейных научных форумов на Тайване // В Сб. «Синьхайская революция и республиканский Китай: век революций, эволюции и модернизации». — М., 2013, С. 253—263, 240—241
- Головачёв В. Ц. Международная конференция «Синьхайская революция и республиканский Китай: век революций, эволюции и модернизации» (Введение, Summary) // В Сб. «Синьхайская революция и республиканский Китай: век революций, эволюции и модернизации». — М., 2013, С.5-22, 327—331
- Golovachev Valentin. Russian Orientology (XVIII—XXI): The Studies on Taiwan Ethnic History // The 5th World Forum on China Studies. China’s Modernization: Road and Prospect. Abstracts. — Shanghai, March 23-24, 2013 P. 133—134
- Головачёв В. Ц. Изучение этнической истории Тайваня в историографии КНР (2000—2010): мобилизация против «декитаизаторских» тенденций в островной этнологии // Локальное наследие и глобальная перспектива. «Традиционализм» и «революционизм» на Востоке. XXVII Международная научная конференция по Источниковедению и историографии стран Азии и Африки" — СПб, 24-26 апреля 2013, С. 137—138
- Головачёв В. Ц. Полвека изучения этнической истории Тайваня в историографии КНР (1949—2000) // Общество и государство в Китае. XLIII н. к. — М., 2013, Ч. 2, С. 139—151
- Головачёв В. Ц. Синьхайская революция и республиканский Китай — век революций, эволюции и модернизации // Восток (ORIENS), 2013, № 3, С. 148—152
- Головачёв В. Ц. Изучение аборигенной истории и этнической политики в трудах тайваньских учёных (середина 1980-х — 2010 г.) // Страны и Народы Востока. Вып. XXXIV: Центральная Азия и Дальний Восток. С. 152—165
- Головачёв В. Ц. 10 тезисов о социальной необходимости обычая «умерщвления матери наследника престола» и прецедентах из истории других стран // Сборник статей международной научной конференции и 11-го годового форума Ассоциации изучения истории Вэй, Цзинь, Южных и Северных династий в Китае. Под ред. нститута истории и культуры университета Шаньси. — Шаньси: 2012, С.172-176. 刘宇卫 (Valentin Golovachev). 《"子贵母死"故事的社会必要性和他国历史前例的十个论点》// 中国魏晋南北朝史学会第十届年会暨国际学术研讨会论文集》, 中国魏晋南北朝史学会, 山西大学历史文化学院编.《北岳文艺出版社2012年8月出版. 172—176页
- Головачёв В. Ц. Люди в тумане: вглядываясь в азиатскую трэвэлогию В. В. Малявина (Отзыв на книгу Малявин В. В. Цветы в тумане: вглядываясь в Азию. М.: Малявин В. В. и Ко., 2012) // Восток (ORIENS), 2013, № 5, С. 207—210
- Головачёв В. Ц. Люди в тумане: вглядываясь в азиатскую трэвэлогию В. В. Малявина. Рец. на кн.: Малявин В. В. Цветы в тумане: вглядываясь в Азию. М.: Малявин В. В. и Ко., 2012) // Архив российской китаистики. — М.: Наука — Восточная литература, 2013. Т.2, С. 492—497
- Головачёв В. Ц. Памяти Лидии Ивановны Головачёвой // Архив российской китаистики. — М.: Наука — Восточная литература, 2013, Т.2, С. 427—432
- Головачёв В. Ц. Краткая автобиография // Архив российской китаистики. — М.: Наука — Восточная литература, 2013, Т.2, С. 459—466
- Головачёв В. Ц. «Живописное обозрение» и исследования Тайваня в дореволюционной России (XIX — начало XX в.) // Общество и государство в Китае. XLIV н. к. — М., 2014, Ч. 1, С. 458—466
- Головачёв В. Ц. Изучение этнической истории Тайваня в КНР: этапы развития и современное состояние (1949—2009) // В пути за китайскую стену. К 60-летию А. И. Кобзева. Собрание трудов. Учёные записки отдела Китая. Вып. 12 — М., 2014. С. 608—612
- Головачёв В. Ц. Непредписанные браки и суицид, как регулятив внутрисемейных отношений в традиционном Китае (по материалам романа «Дикие лебеди») // Проблемы литератур Дальнего Востока. VI международная научная конференция. 25-29 июня 2014 г.: Сборник материалов. — СПб, Т.1, С. 375—383
- Головачёв В. Ц. «Слышен на Волге голос Янцзы»: Первые встречи с Китаем и китайцами в воспоминаниях современных российских китаеведов // Партнеры. — Харбин, 2014.02, № 138, С. 42-44; 2014.03, № 139, С.46-48
- Головачёв В. Ц. Введение. Международный проект «Китаеведение — устная история» и российская наука, как часть «глобальной синологии» // Российское китаеведение — устная история. Сборник интервью с ведущими российскими китаеведами XX—XXI вв. / Под ред. В. Ц. Головачёва. Изд-во: ИВ РАН, Крафт+. М., 014, Том I, 496 с.
- Valentin C. Golovachev. Lifting of the «Iron Veil» by Russian Sinologists During the Soviet Period (1917—1991) // The China Review. Vol.14, No.2 (Fall 2014), С.91-111
- Головачёв В. Ц. Китай, «Интеркит» и синология за «железным занавесом»: международные связи отечественных китаеведов в советский период. // Восток-Запад: историко-литературный альманах: 2013—2014 / под ред. акад. В. С. Мясникова. М.: Наука — Вост. лит., 2014. ISBN 978-5-02-036579-7. C. 123—138
- Головачёв В. Ц., Перминова В. А. Доклад С. Г. Елисеева о Формозе в Общество Востоковедения в Санкт-Петербурге (1915 г.) как историко-биографический источник // Восток (ORIENS), 2014, № 6, С. 129—141
- Головачёв В. Ц., Перминова В. А. Журналист И. С. Левитов об опиумной политике на Тайване // Россия и АТР, -Владивосток, 2014, № 4, С.80-89
- Головачёв В. Ц. Роль этнической политики в ранних японских планах «усмирения» Тайваня (по статье из официальной газеты «Ничи-Ничи» от 4 и 5 сентября 1895) // Общество и государство в Китае. XLV н.к. — М., 2015, С. 105—116
- Головачёв В. Ц. «Духовной жаждою томим…» (К 80-летию З. Г. Лапиной). // Общество и государство в Китае. XLV н.к. — М., 2015, С. 7-15
- Головачёв В.Ц. С. Г. Елисеев и его «Доклад о Формозе»: проблема соавторства. // Азия и Африка в меняющемся мире. XXVIII Международная научная конференция по «Источниковедению и историографии стран Азии и Африки» — СПб, 22-24 апреля 2015, С. 158—159
- Головачёв В. Ц. Российский китаевед, связанная особой судьбой с Китаем — Л. И. Головачёва // Международная Синология. 2015.09, № 4, С.102-105,203. 与中国有特殊渊源的俄罗斯汉学家戈洛瓦乔娃. 刘宇卫 著，朱达秋 译 // 国际汉学. International Sinology. 北京外语大学出版，总第4期. 2015.09.
- Головачёв В. Ц. Проект «Российское китаеведение — устная история» (2008—2015): ретроспективы и перспективы. // Общество и государство в Китае. XLVI н.к. — М., 2016, С.289-296.
- Головачёв В. Ц. Сюжет о «Небесной Деве» в фольклоре и исторических преданиях народов Евразии // Проблемы литератур Дальнего Востока. VI м.н.к. 29 июня — 3 июля 2016 г.: Сборник материалов. -СПб., 232—244.
- Головачёв В. Ц. Тема «Небесной Девы-матери» в фольклоре и исторических преданиях народов Евразии // «Материнство и отцовство сквозь призму времени и культур». IX м.н. н.к. РАИЖИ. г. Смоленск, 13-16.10.2016. С. 178—181.
- Головачёв В. Ц. Предисловие к первому постсоветскому переводу «Лунь-юя». // Архив российской китаистики. Т. III. М.: Институт востоковедения РАН, 2016. С. 233—236.
- Головачёв В. Ц. Изучение этнической истории Тайваня в КНР после 2000 г. Современное состояние и перспективы // Восток (ORIENS), 2016, № 6, С. 181—191.
- Головачёв В. Ц. и др. Тайвань под японским управлением: новые материалы и исследования // Сборник статей. — М.: Институт востоковедения РАН, 2016. 248 с.
- Российское китаеведение — устная история. Сборник интервью с ведущими российскими китаеведами XX—XXI вв. / Отв. ред. В. Ц. Головачёв. Изд-во: ИВ РАН. М., 2017, Том II, 576 с.
- Головачёв В. Ц. Советские и итальянские синологи в Китае: миссия культурного посредничества в годы «культурной революции» (По материалам проекта «Китаеведение — устная история») // Общество и государство в Китае. XLVII н.к. — М., 2017, С.716-729.
- Головачёв В. Ц. Новые сведения о прапорщике П. И. Ибисе и «экскурсии на Формозу» в 1875 г. // Азия и Африка: наследие и современность. XXIX Международный научный конгресс по «Источниковедению и историографии стран Азии и Африки» — СПб, 21-23 июня 2017. Т.2, С. 76-77.
- Головачёв В. Ц. Путешествие П. И. Ибиса на Тайвань в 1875 г.: тематика, методика и инструментарий этнологического исследования. // Вестник антропологии, 2017, № 2(38). С. 98-112.
- Головачёв В. Ц., Коваленко А. Г. Путешествие на Тайвань: новые данные о П. И. Ибисе и кругосветном плавании корвета «Аскольд». // Россия и АТР. 2017, № 2. С. 214—230.
- На кит. яз.: Лю Юй-вэй (Головачёв В. Ц.). Русский взгляд на устную историю китаеведения и новая эпоха «глобального китаеведения». // В Сб. «Международный взгляд на исследования по Китаю». Пекин: издательство КАОН. 2013. С. 272—287. 刘宇卫. 俄罗斯视角下书写中国学口述史以及‘全球汉学’的新时代. // 国际视野中的中国研究：历史与现在. 北京：中国社会科学院出版社. 2013.10. 272—287.
- На анг. яз.: Valentin Golovachev. A Project Note on the «Russian Sinology (2008—2015): Results and Prospects». // From Sinology to Post-Chineseness: Intellectual Histories of China, Chinese People, and Chinese Civilization. 北京：中国社会科学院出版社. 2017.06. 194—200.
- На англ. яз.: Valentin Golovachev. Soviet and Italian Sinologists in China during the «Cultural Revolution»: «Elder brothers», «Revisionists» and «Spies» or Colleagues, Friends and Cultural Mediators? // Oral history of China Studies in Italy. Supplemento № 2. Alla rivista degli studi Orientali. Nuova serie. Volume XC. Pisa-Roma. Fabrizio Serra editore. 2018, P. 117—131. (0,95). ISSN 0392-4866 isbn 978-88-3315-105-2 ISBN elettronico 978-88-3315-106-9
- Головачёв В. Ц. Болезнь и смерть П. И. Ибиса, героя и автора «Экскурсии на Формозу»: трансвременной диагноз. // Общество и государство в Китае. XLVIII н.к. М., 2018. С. 23-35.
- Головачёв В. Ц. Переговоры Дага Хаммаршёльда с Чжоу Энь-лаем об освобождении американских лётчиков и «пекинская формула» ООН. // Вестник ИВ РАН. 2018, № 1, С. 140—148.
- Головачёв В. Ц. Захват танкера «Туапсе»: американский гамбит, побочные эффекты и Договор о взаимной обороне с Тайванем // Россия и АТР. 2018. № 3. С. 95-110.
- Головачёв В. Ц. ИВ РАН глазами китаеведов: от Армянского переулка и Китайского проезда до Хохловского переулка и Рождественки. Часть I // Вестник института востоковедения. 2018, № 3, С. 235—244.
- Головачёв В. Ц. ИВ РАН глазами китаеведов: от Армянского переулка и Китайского проезда до Хохловского переулка и Рождественки. Часть II // Вестник института востоковедения. 2018, № 4, С. 192—204.
- Головачёв В. Ц., Зайцев Р. В. Письмо финляндского уроженца Аминова из Формозы: «На подлинной высочайшая пометка» // Сравнительная политика. 2018. Т.9. № 4, С. 155—167.
- Valentin Golovachev, Roman Zaitsev. Russians in Taiwan in the XVIII—XIX centuries. // В сб. III Международная конференция «Японская империя и колонии: потоки людей и пересечения границ». Организатор: НИИ истории Тайваня, Академия Синика (Тайбэй, 18-19.10.2018). С. 1-7.
- 日本帝國與殖民地:人流與跨境(三). // 國際學術研討會.中研院,台灣曆史研究所. 台北,18-19.10.2018.頁1-7.
- Головачёв В. Ц. Исследователь Формозы П. И. Ибис (1852—1877): исправленная и дополненная биография. // Общество и государство в Китае. XLXIX н.к. М., 2019. С. 318—333.
- Головачёв В. Ц. Исследования П. И. Ибиса на Тайване в 1875 г. и этнографические инструкции ИРГО. // Вестник ИВ РАН. 2019. № 1(7). С. 203—215.
- Головачёв В. Ц. Захват советского танкера «Туапсе»: эндшпиль спецоперации по обмену заложников (Сравнительный анализ событий и истинных причин инцидента). // Сравнительная политика. 2019. № 2. С. 165—177.
- Головачёв В. Ц. Полевые этнологические исследования Павла Ибиса и Джозефа Стира на Формозе в 1873—1875 гг. (сравнительный обзор). // Сравнительная политика. 2019. № 3 (10). C. 148—158.
- Головачёв В. «Пекинская формула» и «инструмент для торга». // Воронцово поле. 2019. № 4. С. 58-61.
- Головачёв В. Ц. «Забытый» обычай матереубийства: материалы евразийского фольклора и письменной истории. // Алгебра родства: Родство. Системы родства. Системы терминов родства / Сост. и отв. ред. В. А. Попов. СПб.: СПбНЦ РАН; АНО «КИО», 2019. Вып. 17. С. 22-44.
- Головачёв В. Ц. «Конечно, я все же был „Другой“». Памяти китаеведа Георгия Васильевича Мелихова (1930—2019) // Вестник ИВ РАН. 2020. № 2. С. 313—323.
- Головачёв В. Ц. Кто украл барана? «Новые интерпретации» текста «Лунь юй» (13.8) и новейшие дискуссии ученых КНР об «эффективном увещевании». Ориенталистика. 2021;4(1):242-259. https://doi.org/10.31696/2618-7043-2021-4-1-242-259.
- Головачёв В. Ц., Зайцев Р. В. Иохан Аминов: продавец Библии, японский полицейский и первый постоянный русский житель Тайваня. // «Общество и государство в Китае», L н. к. М.: ИВ РАН. Т. 1. С. 388—404. DOI: 10.31696/2227-3816-2020-50-1-388-404.
- Головачёв В. Ц., Карнеев А. Н. «Я хочу уйти за текст, уйти в жизнь»: к 70-летию востоковеда Владимира Вячеславовича Малявина. // Вестник ИВ РАН. 2020. № 4 (14). С. 349—351.
- Верченко А. Л., Головачёв В. Ц. Опыт расшифровки «китайских силуэтов»: старое фото из архива университета имени Сунь Ятсена в Москве // Проблемы Дальнего Востока. 2021. № 2. C. 83-96. DOI: 10.31857/S013128120014726-9.
- Головачёв В. Ц., Черников Л. П. Георгий Мелихов (1930—2019) — летописец далёкой и близкой Маньчжурии. // Любимый Харбин — город дружбы России и Китая: материалы 2-й междунар. научно-практич. Конф., посвященной русской истории г. Харбина, прошлому и настоящему русской диаспоры в Китае (Харбин, 18-20.09.2020) / отв. ред. Ли Яньлин, ред. колл.: А. М. Буяков, С. Ю. Еремин, И. К. Капран, М. Б. Сердюк. Владивосток: Изд-во ВГУЭС, 2021. 326 с. ISBN 978-5-9736-0592-6 С. 83-93.
- Головачёв В. Ц. Московское китаеведение в 1960—1970-е гг.: институциональные и кадровые траектории развития // Вестник Института востоковедения РАН. 2021. № 2. С. 211—223. DOI: 10.31696/2618-7302-2021-2-211-223
- Головачёв В. Ц., Самохвалов В. П. Патография Тоба Гуя (371—409), основателя первой «завоевательной династии» в Китае: трансвременной «диагноз» и проблема девиантности правителей (сравнительные аспекты) // Историческая психология и социология истории. Т. 14. 2021. № 1. С. 12-28. DOI: 10.30884/ipsi/2021.01.0
- Головачёв В. Ц. «Он был другом нашего отечества»: образ и роль Ли Хун-Чжана как подписанта Симоносекского и Московского договоров 1895—1896 гг. (российская перцепция) // Восток. Афро-азиатские общества: история и современность. — 2022. — Выпуск 5 °C. 97-109 . URL: https://vostokoriens.jes.su/s086919080015951-3-1/. DOI: 10.31857/S086919080015951-3
- Головачев В. Ц. Неизвестный Михаил Васильевич Крюков. Вестник Института востоковедения РАН. 2022. № 4. С. 147—154. DOI: 10.31696/2618-7302-2022-4-147-154
- Valentin Golovachev, Ivan Zuenko, Nikolai Rudenko. Russian Sinology during the USSR-PRC Rivalry, Late Soviet, and Post-Soviet Periods: Trajectories of Evolution // Studies of China and Chineseness Since the Cultural Revolution. New Jersey World Scientific, 2023. Volume 2: Micro Intellectual History through De-central Lenses / Ed. by: Chih-yu Shih (National Taiwan University, Taiwan), Mariko Tanigaki (The University of Tokyo, Japan), and Tina S. Clemente (University of the Philippines Diliman, Philippines). Chapter 3: 49-64. https://doi.org/10.1142/12980
- Образ Чжэн Чэнгуна в историографии КНР и Тайваня // XXXII Междун. конгр. по источниковедению и историографии стран Азии и Африки: Россия и Восток. К 300-летию СПбГУ. 26-28.04.2023: Материалы конгресса / Отв. ред.: Н. Н. Дьяков, А. О. Победоносцева Кая, П. И. Рысакова. СПб.: Изд-во РХГА, 2023. С. 298—300. SSHAA-2023.pdf (spbu.ru)
- Головачев В. Ц. Траектории эволюции московского китаеведения: 1960-е — начало 1980-х гг. // Российское китаеведение — устная история. Сборник интервью с ведущими российскими китаеведами XX—XXI вв. / Отв. ред. В. Ц. Головачёв. Том 5. М.: Институт востоковедения РАН, ООО "МИК «Шанс», 2023. С. 7-25.
- Головачёв В. Ц.,Самохвалов В. П. История болезни и смерти основателя государства Северное Вэй: патографическое исследование (по материалам «Вэй шу») // Миссия синолога и классический Китай: к 90-летию М. В. Крюкова. Ученые записки Отдела Китая. Вып. 44. Москва: ИВ РАН. 2022. С. 326—342.
- Головачёв В. Ц. Аверс и реверс имагологии: новая монография петербургских востоковедов об образе Петра Великого в Восточной Азии и vice versa // Вестник Санкт-Петербургского университета. Востоковедение и африканистика. 2023. Т. 15. № 2. С. 222—233. https://doi.org/10.21638/spbu13.2023.201 , https://aasjournal.spbu.ru/article/view/16694
- «Россия приблизилась к нам более чем вдвое»: Головачев В. Ц. «Московский договор» 1896 г. в оценках китайских исследователей // Проблемы Дальнего Востока. 2023. Выпуск № 4. С. 151—163. URL: https://pdv.jes.su/s013128120027111-3-1. DOI: 10.31857/S013128120027111-3
- Головачев В. Ц. Подводная археология в Китае: знакомство с видом на продолжение знакомства // Востоковедные полевые исследования. Материалы Всероссийской научной конференции 2023 г. М.: ИВ РАН, 2024. С. 56-67.

Ответственное редактирование:
- Синьхайская революция и республиканский Китай: век революций, эволюции и модернизации [Текст] : сборник статей / Федеральное гос. бюджетное учреждение науки, Ин-т востоковедения РАН ; отв. ред. В. Ц. Головачёв. — Москва : Ин-т востоковедения РАН, 2013. — 342, [1] с.; 21 см; ISBN 978-5-89282-540-5
- Российское китаеведение — устная история. Сборник интервью с ведущими российскими китаеведами XX—XXI вв. В 3-х тт. / Под ред. В. Ц. Головачёва. Изд-во: ИВ РАН, «МАКС Пресс». М., 2018.
- Российское китаеведение — устная история. Сборник интервью с ведущими российскими китаеведами XX—XXI вв. Том 4. / Отв. ред. В. Ц. Головачёв. М.: Институт востоковедения РАН, 2020. — 488 с. ISBN 978-5-89282-959-5 (Институт востоковедения РАН); ISBN 978-5-907277-87-8 (Международная издательская компания «Шанс»)
- Головачева Л. И. Джеймс Легг об истории текста «Лунь юй». // Ориенталистика. Том 3. № 5 (2020). С. 1280—1297. DOI 10.31696/2618-7043-2020-3-5-1280-1297
- Ступени в Небо. Два трактата Бессмертных Чжун-ли Цюаня и Люй Дун-биня об алхимическом Дао / [пер. с кит., предисловие и примечания: Л. И. Головачёва]. / Отв. ред. В. Ц. Головачёв. М.: Ганга, 2021, 480 с. ISBN 978-5-907432-07-9 (ИД «Ганга») ISBN 978-5-907384-39-2 (ФГБУН ИВРАН)
- Головачева Л. И. (1937—2011). Проблема возникновения автономной человеческой личности в Древнем Китае: дискуссии советских и китайских ученых в 1980-х гг. Публикация В. Ц. Головачева // Вопросы философии. 2023. № 3. С. 176—183.

Рецензии на монографии и сборники В. Ц. Головачёва:
- Чудодеев Ю. В. Рецензия на монографию: В. Ц. Головачёв, В. Э. Молодяков. Тайвань в эпоху японского правления. Источники и исследования на русском языке. М. 2014, 120 с. // Общество и государство в Китае. XLV н.к. М., 2015, Ч. 1. С. 457—461.
- Писарев А. А. (Критика и библиография): В. Ц. Головачёв, В. Э. Молодяков. Тайвань в эпоху японского правления. Источники и исследования на русском языке. Аналитический обзор. М.: институт востоковедения ран, 2014. 120 с. // ВОСТОК (ORIENS) 2015 № 4. С. 228—230.
- Врадий С. Ю. 《俄國的中國學 ──口述史：20至21世紀俄羅斯漢學名家訪談錄》卷一Эго дэ Чжунгосюэ — коушу ши: 20 чжи 21 шицзи Элосы ханьсюэ минцзя фантаньлу (Российское китаеведение — устная история. Сборник интервью с ведущими российскими китаеведами XX—XXI вв. Том 1）// 漢學研究通訊 Ханьсюэ яньцзю тунсюнь (Синологические исследования). 第34卷2期 (縂134期) Вып. 34, № 2 (134)民囯104年 5月. 21-22頁. Тайбэй, май 2015 г. Стр. 21-22. ISSN 0253-2875 (кит. яз.)
- Alexander Pisarev. Review of Valentine Golovachev and Vasilii Molodyakov’s Taiwan v epohu yaponskogo pravleniya, istochniki I issledovaniya na russkom yazyke (Taiwan During the Japanese Rule, Russian Language Primary Sources and Research Materials), Moscow. // Tamkang Journal of International Affairs. Vol. XX. No. III. January 2017: 139—143.
- Добровольский В. Н. Головачёв В. Ц. Этнополитическая история Тайваня в мировой историографии. XVII—XXI вв. М.: ИВ РАН, Изд-во «МАКС-пресс», 2018. 320 с. ISBN 978-5-89282-784-3 // ВОСТОК (ORIENS) 2019 № 4. С. 230—233.
- Кузнецов А. М. Рецензия на книгу В. Ц. Головачева «Этнополитическая история Тайваня в мировой историографии XVII—XXI вв.». // Ойкумена. Регионоведческие исследования. 2019. № 3. С. 152—156.
- Азаренко Ю. А., Комиссаров С. А. О начале этнологии на Тайване. Рецензия на книгу: Головачев В. Ц. «Экскурсия на Формозу»: Этнографическое путешествие П. И. Ибиса. М.: Весь Мир, 2019. 276 с., илл. // Вестник НГУ. Серия: История, филология. 2020. Т. 19, № 4: Востоковедение. С. 142—146. DOI 10.25205/1818-7919-2020-19-4-142-146
- Молодяков В. Э. Росиадзин гакуся га кэнто сита сэкай сигаку но нака де но Тайван миндзоку сэйдзи си. (Этнополитическая история Тайваня в мировой историографии в исследовании русского ученого) // Такусёку дайгаку Тайван кэнкю. № 4 (2020). С. 141—153.
- Молодяков В. Э. Рецензия на кн.: Головачев В. Ц. «Экскурсия на Формозу». Этнографическое путешествие П. И. Ибиса. М.: Весь мир, 2019. 276 с. 500 экз. // Восток (ORIENS). 2021. Вып. 1. С. 250—252. https://vostokoriens.jes.su/s086919080013537-7-1 Архивная копия от 10 апреля 2021 на Wayback Machine
- Перминова В. А. «Русский след» на Тайване и начало этнологических исследований острова. Рец. на: Головачёв В. Ц. «Экскурсия на Формозу». Этнографическое путешествие П. И. Ибиса. М.: Издательство «Весь Мир», 2019. 276 с. // Уральское востоковедение: Международный альманах. 2021. Вып. 11. С. 192—196.